# Fortuna Tessera
Fortuna Tessera is een tessera op de planeet Venus. Fortuna Tessera werd in 1985 genoemd naar Fortuna, de Romeinse godin van het toeval of het lot.
De tessera bevindt zich in het gelijknamige quadrangle Fortuna Tessera (V-2), ten oosten en noordoosten van het Maxwell Montes-massief. Het gebied strekt zich uit over 2801 kilometer en wordt in het oosten begrensd door Audra Planitia en in het noorden door Snegurochka Planitia. Fortuna Tessera vormt de oostelijke uitbreiding van Ishtar Terra, waarvan het meer dan de helft van het gebied beslaat.